# Pastrovics Melinda
Pastrovics Melinda (Kiskunhalas, 1981. május 28. –) magyar válogatott kézilabdakapus.

## Pályafutása
Pályafutását Kiskunhalason kezdte, innen került be a junior válogatottba, amely a 2001-es hazai rendezésű világbajnokságon ezüstérmet nyert. A következő szezonban már a Ferencváros játékosa volt, ahol összesen nyolc szezont töltött el. A fővárosi zöld-fehér csapattal magyar bajnok, kétszeres KEK-győztes és EHF-kupa-győztes lett A 2008-2009-es szezonban a debreceni csapat kapusa volt. Egy év után szerződött Székesfehérvárra, ahol a Alcoa FKC játékosa volt. Ezt követően újra a Ferencváros kapusa lett 2013 tavaszáig.
2013 nyarán igazolt a Siófok KC csapatához. Itt fejezte ve pályafutását 2017 telén, majd edzői pályába kezdett.
Első válogatott mérkőzésére 2006. április 8-án került sor Miskolcon a norvég válogatott ellen. Első felnőtt világversenye a macedóniai 2008-as női kézilabda-Európa-bajnokság volt, majd részt vett az egy évvel későbbi világbajnokságon is.

## Sikerei, díjai
- Magyar NB I:
  - Győztes: 2002, 2007
  - Ezüstérem: 2006, 2012
  - Bronzérem: 2004, 2005, 2008, 2009, 2011
- Magyar Kupa:
  - Ezüstérem: 2007, 2009, 2010
- Bajnokok Ligája:
  - Döntős: 2002
- EHF-kupa:
  - Győztes: 2006
  - Elődöntős: 2005
- Kupagyőztesek Európa-kupája:
  - Győztes: 2011, 2012
  - Elődöntős: 2007
- Klubcsapatok Európa-bajnoksága:
  - Bronzérem: 2002
  - Negyedik hely: 2006
- Junior világbajnokság:
  - Ezüstérem: 2001